# قانون تحرير العراق
قانون تحرير العراق هو بيان للكونغرس الأمريكي ينص على أنه «ينبغي أن تكون سياسة الولايات المتحدة دعم الجهود الرامية إلى إزالة النظام الذي يرأسه صدام حسين من السلطة في العراق...» وقد وقع الرئيس بيل كلينتون عليه قانونًا، وينص على أنه سياسة الولايات المتحدة تدعم الحركات الديمقراطية داخل العراق. وذكر القانون في أكتوبر 2002 للدفاع عن التفويض بالقوة العسكرية ضد الحكومة العراقية.
وقد شارك في تقديم مشروع القانون النائب بنجامين أ. غيلمان (جمهوري، نيويورك-20) وشارك في رعايته النائب كريستوفر كوكس (جمهوري، كاليفورنيا-47). وقد تم تقديم مشروع القانون باعتباره H.R. 4655 في 29 سبتمبر 1998. وأقر مجلس النواب مشروع القانون 360 - 38 في 5 أكتوبر، ووافق مجلس الشيوخ عليه بموافقة إجماعية بعد يومين. وقد وقع الرئيس كلينتون على قانون تحرير العراق في 31 أكتوبر 1998.

## النتائج وإعلان السياسات
وخلص القانون إلى أنه بين عامي 1980 و1998 قام العراق بما يلي:
1. ارتكب انتهاكات مختلفة وهامة للقانون الدولي،
2. قد فشل في الامتثال للالتزامات التي وافق عليها عقب حرب الخليج و
3. كذلك قد تجاهل قرارات مجلس الأمن التابع للأمم المتحدة.

وكان الغرض المعلن من القانون هو: «إنشاء برنامج لدعم الانتقال إلى الديمقراطية في العراق.» وعلى وجه التحديد، توصل الكونغرس إلى نتائج بأعمال عسكرية عراقية سابقة في انتهاك للقانون الدولي وأن العراق رفض دخول لجنة الأمم المتحدة الخاصة المعنية بالعراق (أونسكوم) إلى بلاده للتفتيش عن أسلحة الدمار الشامل. وأعتبر الكونغرس: «أنه ينبغي أن تكون سياسة الولايات المتحدة دعم الجهود الرامية إلى إزالة النظام الذي يرأسه صدام حسين من السلطة في العراق والتشجيع على ظهور حكومة ديمقراطية تحل محل هذا النظام.» في 16 ديسمبر 1998، أذن الرئيس بيل كلينتون لعملية ثعلب الصحراء، وهي حملة قصف كبرى لمدة أربعة أيام على أهداف عراقية.